# Alpaida nonoai
Alpaida nonoai är en spindelart som beskrevs av Levi 1988. Alpaida nonoai ingår i släktet Alpaida och familjen hjulspindlar. Inga underarter finns listade i Catalogue of Life.